# Tecpán de Galeana
Tecpán de Galeana è un comune del Messico, situato nello stato di Guerrero.